# Baud, Morbihan
Baud är en kommun i departementet Morbihan i regionen Bretagne i nordvästra Frankrike. Kommunen ligger i kantonen Baud som tillhör arrondissementet Pontivy. År 2022 hade Baud 6 246 invånare.

## Befolkningsutveckling
Antalet invånare i kommunen Baud
| Referens: INSEE |